# 1939 en philosophie
Chronologie de la philosophie
- 1935
- 1936
- 1937
- 1938
- 1939
- 1940
- 1941
- 1942
- 1943

L’année 1939 a été marquée, en philosophie, par les événements suivants :

## Rédaction du manuscrit
- Caligula, d’Albert Camus.

## Publications
- Esquisse d'une théorie des émotions, de Jean-Paul Sartre.

- Conway Letters : The Correspondance of Anne, Viscountess Conway, Henry More and their Friends, 1642-1684, éd. M. H. Nicolson, Londres, 1939. Correspondance de Henry More avec Anne Conway.

- Minerve ou De la sagesse d'Alain.

## Naissances
- 13 février : Miguel Abensour († 2017).
- 12 octobre : Clément Rosset († 2018).

## Décès
- 23 septembre : Sigmund Freud, psychanalyste et philosophe allemand, né en 1856.